# Demonax uniformis
Demonax uniformis är en skalbaggsart som beskrevs av Maurice Pic 1925. Demonax uniformis ingår i släktet Demonax och familjen långhorningar. Inga underarter finns listade i Catalogue of Life.